# Galí I Garcés d'Aragó
Galí I Garcés (? - 844) fou comte d'Aragó (833-844).
Fill i successor de Garcia I d'Aragó, net de Galí Belascotenes i rebesnet de Balaixk al-Jalaixqí, comte de Pamplona.
Es casà amb una jove anomenada Guldregot però no tingué fills. Al morir sense descendents directes el comtat passà al seu cosí Galí I Asnar, comte d'Urgell i Cerdanya.